# Seirocastnia magnifica
Seirocastnia magnifica är en fjärilsart som beskrevs av Erich Martin Hering och Hopp 1925. Seirocastnia magnifica ingår i släktet Seirocastnia och familjen nattflyn. Inga underarter finns listade.